# Rétinaculum supérieur des muscles extenseurs du pied
Pour un article plus général, voir Rétinaculum des muscles extenseurs du pied.
Le rétinaculum supérieur des muscles extenseurs du pied (ou lame supérieure du ligament annulaire antérieur du tarse) est une bande fibreuse du membre inférieur. Il est situé sur la face antérieure de la cheville et constitue la partie supérieure du rétinaculum des muscles extenseurs du pied.

## Description
Le rétinaculum supérieur des muscles extenseurs du pied nait du bord antérieur du tibia au dessus de la malléole médiale et se termine sur le bord antérieur de la fibula au dessus de la malléole latérale. Il passe au dessus des tendons des muscles long extenseur des orteils, long extenseur de l'hallux et tibial antérieur.
Il est en continuité avec le fascia crural.
En profondeur il forme par dédoublement trois gaines pour le passage latéralement du tendon du muscle long extenseur des orteils, puis du côté médial les tendons des muscles long extenseur de l'hallux et tibial antérieur.